# Fahrradunfall
Ein Fahrradunfall ist ein Straßenverkehrsunfall mit einem Fahrrad bzw. meist mit einem beteiligten Radfahrer. In der öffentlichen Wahrnehmung sind vor allem Kollisionen mit Pkws, Lkws und Fußgängern bedeutsam. Einen oftmals unterschätzten Anteil aller Fahrradunfälle machen Alleinunfälle aus – zum Beispiel durch Auffahren auf ein Hindernis oder Gleichgewichtsverlust bei zu langsamer Fahrt oder unter Alkoholeinfluss. Nicht selten sind auch Defekte am Fahrzeug die Unfallursache, zum Beispiel mangelhaft funktionierende Bremsen.

## Statistik

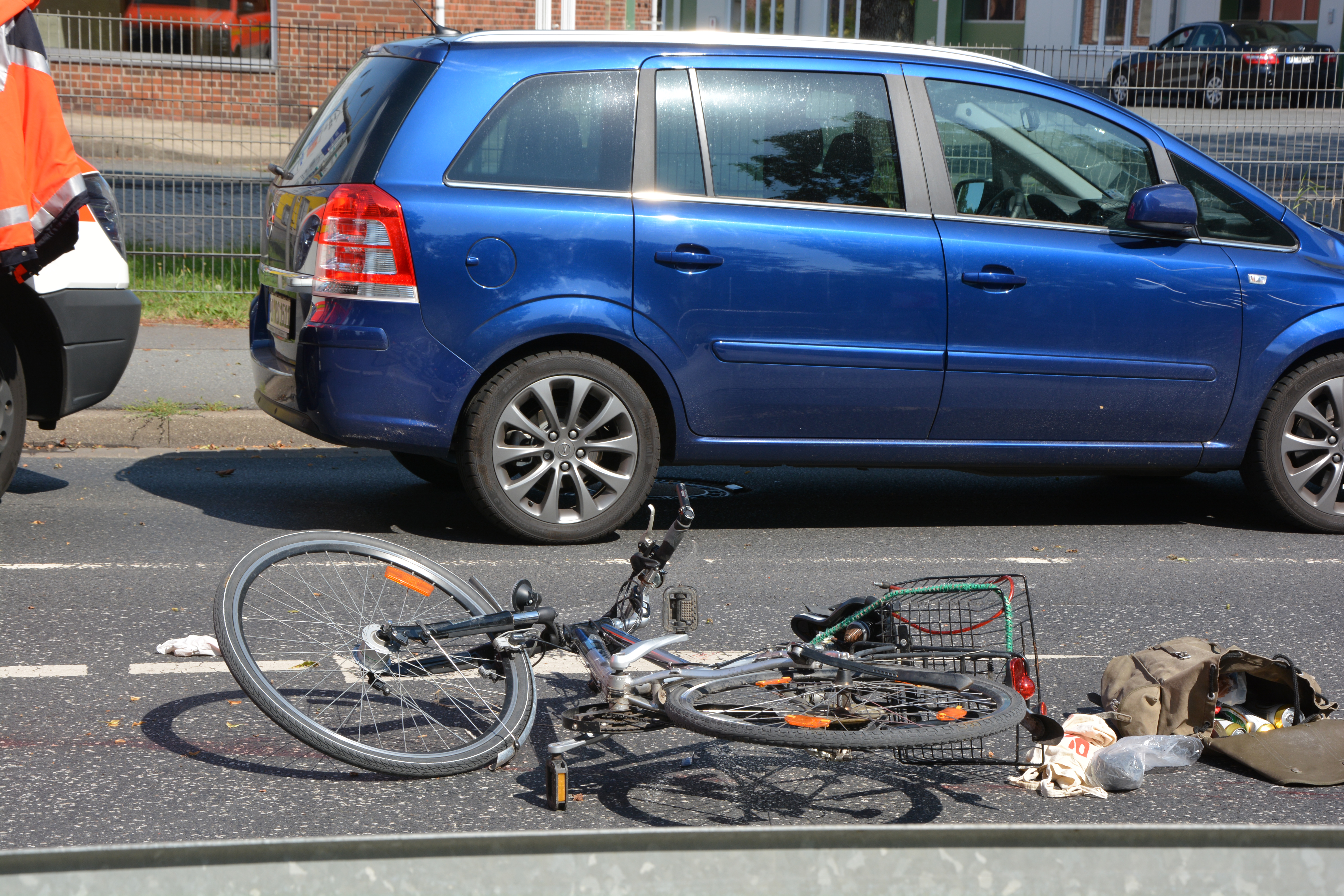
Fahrradunfall

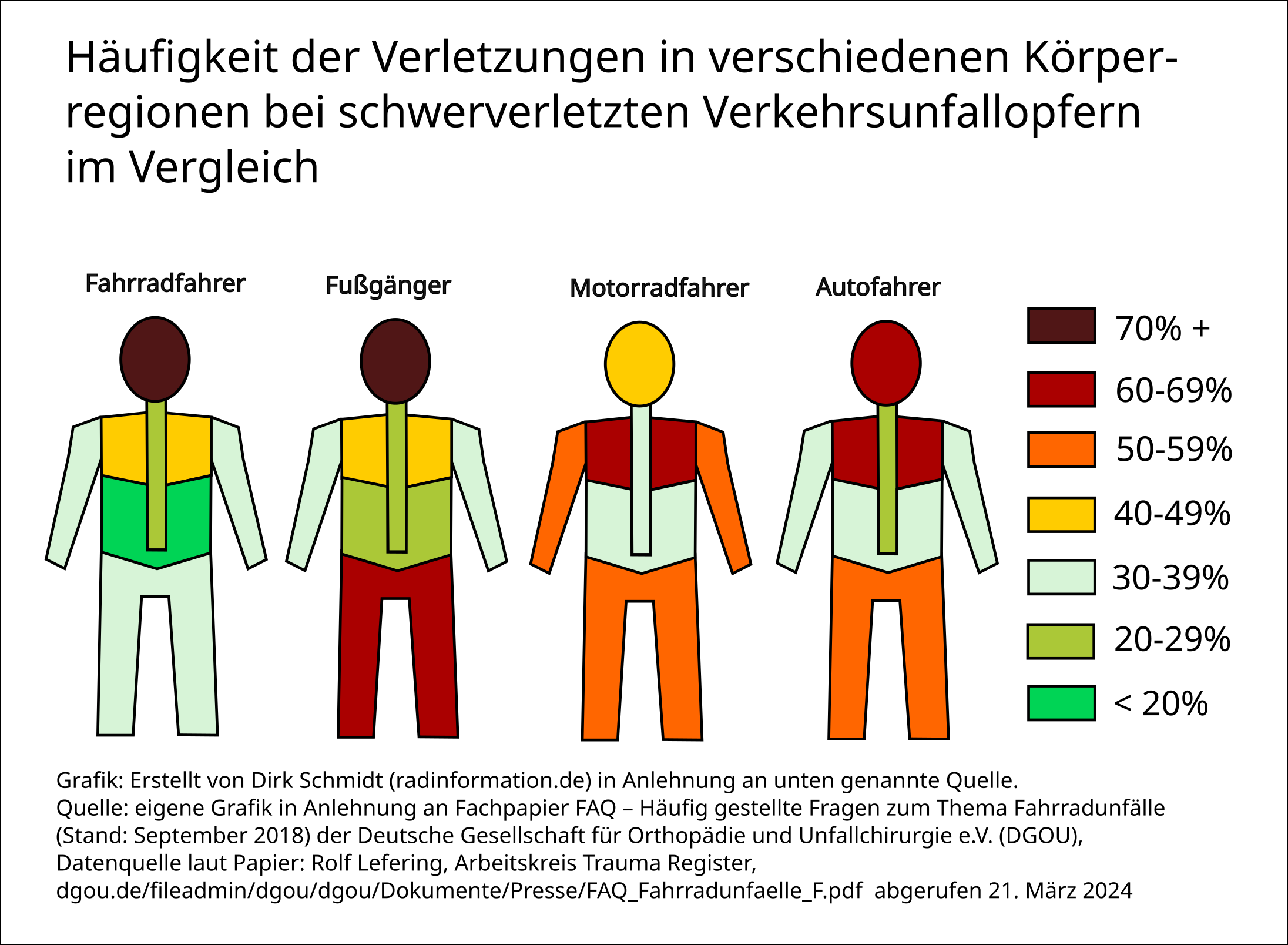
Häufigkeit der Verletzungen in verschiedenen Körperregionen bei schwerverletzten Verkehrsunfallopfern im Vergleich

2023 wurden in Deutschland 87.180 Verkehrsunfälle mit Körperschädigung mit Beteiligung Radfahrender polizeilich aufgenommen und vom Statistischen Bundesamt DESTATIS publiziert, darunter 431 Unfälle mit Getöteten, 13.779 mit Schwer- und 72.970 Leichtverletzten: Somit gibt es insgesamt täglich 238 solcher Unfälle mit Beteiligung Radfahrender.
2018 wurden 88.472 Unfälle mit Personenschaden mit Fahrradbeteiligung polizeilich und damit statistisch erfasst, 88.435 Radfahrer wurden verletzt, 445 getötet, darunter: 7.734 Pedelec-Fahrer (max. 25 km/h) verletzt, 89 getötet. Jeder fünfte Verletzte und jeder achte Verkehrstote im Straßenverkehr war demnach ein Radfahrer. Bei 20 % der polizeilich erfassten Unfälle mit verletztem Radfahrer gab es keinen Unfallgegner, bei den Unfällen mit verletzten Pedelec-Fahrern sogar in 30 % der Fälle.
Bei Unfällen mit Personenschaden hat die Polizei 59.939 Verfehlungen von Radfahrern aufgenommen (17 % der Verfehlungen aller Verkehrsteilnehmer). Unter den häufigsten Fehlern von Radfahrern waren verbotswidrige Benutzung der Fahrbahn oder anderer Straßenteile (7.158) (was sehr häufig die unerlaubte linksseitige Nutzung eines Radwegs oder auch eines nicht für Radverkehr frei gegebenen Gehwegs meint), Fehlverhalten beim Abbiegen, Wenden, Rückwärtsfahren, Ein- und Ausfahren (5.695), Fehlverhalten beim Gewähren von Vorfahrt/Vorrang (5.149), Verstöße gegen das Rechtsfahrgebot (3.283), Benutzung der Fahrbahn entgegen der vorgeschriebenen Fahrtrichtung (Einbahnstraße) (1.902).
Bei einem Straßennetz von 644.480 km Länge ereignet sich pro Jahr pro 7 km Straßennetz ein Unfall mit Personenschaden mit Radfahrerbeteiligung, alle 1450 km Straßennetz stirbt pro Jahr ein Radfahrer.
Die Dunkelziffer von Unfällen, die der Polizei nicht zur Kenntnis gelangen und die daher nicht in die amtliche Unfallstatistik eingehen, ist sehr hoch. Nach einer Untersuchung von Hautzinger 1993 gehen fast 99 Prozent der Fahrrad-Alleinunfälle, 97 Prozent der Unfälle zwischen Fußgängern und Radfahrern, aber auch 82 Prozent der Unfälle zwischen Radfahrer und Pkw nicht in die amtliche Unfallstatistik ein.
2020 wurden bei Straßenverkehrsunfällen in Deutschland rund 91.800 Radfahrer verletzt (das entspricht 28 % der bei Straßenverkehrsunfällen Verletzten) und 426 getötet (15,7 % der Getöteten).

## Unfalltypen und Ursachen

### Kollision mit anderen Fahrzeugen
Häufig sind, besonders innerorts, Unfälle mit Personenkraftwagen beim Rechts- oder seltener beim Linksabbiegen, wo die Autofahrer den Vorrang des geradeaus fahrenden oder entgegenkommenden Radverkehrs missachten. Sehr viel seltener, aber folgenschwerer, sind Unfälle mit Lastkraftwagen, bei denen Radfahrer auf einem Radweg fahren und durch ein rechts abbiegendes Fahrzeug angefahren werden. Dabei tragen neben Verhaltensfehlern des Autofahrers, wie zum Beispiel durch fehlenden Schulterblick, Sichtbehinderungen beispielsweise durch parkende Fahrzeuge zum Unfall bei.
Zahlreich sind auch Unfälle, bei denen „falsch“, also auf der linken Seite der Fahrbahn fahrende Radfahrer („Geisterradler“), von Fahrzeugen aus Seitenstraßen, an Parkplatz- oder Tankstellenausfahrten angefahren werden, oder die Radfahrer fahren auf das die Vorfahrt missachtende Fahrzeug seitlich auf. An Zweirichtungsradwegen ist das gefährliche „Geisterradeln“ sogar durch die amtliche Ausschilderung so vorgeschrieben: Den Radfshrenden bleibt somit gar keine andere Wahl, als auf der linken Seite „geisterzuradeln“. Autofahrer, die die Vorfahrt dort nicht beachten, verursachen dort hohe Unfallzahlen an Einmündungen und Ausfahrten. So entstehen sogar Radunfall-Schwerpunkte, wenn die Ämter die dringend erforderliche erhöhte Absicherung der dort Radfahrenden unterlassen.

### „Dooring“
Beim Radfahren auf der Fahrbahn neben parkenden Kraftfahrzeugen können unachtsam plötzlich geöffnete Fahrertüren (Dooring), bei Radwegen entsprechend die Beifahrertüren, zu einem Unfall führen. Dies ereignet sich innerorts öfter als der von vielen Radfahrern befürchtete Unfall durch Auffahren oder zu enges Überholen von Autos. Vom Dooring sind auch andere Zweirad-Fahrer wie  E-Scooter-, Motorroller- und Motorradfahrer betroffen.
Eine Studie der Unfallforschung der Versicherer auf Basis eigener Unfalldaten hat ergeben, dass bei rund jedem 14. Pkw/Radfahrer-Unfall (7 Prozent) ein Radler mit einer sich öffnenden Autotür, meist der Fahrertür kollidiert. Rund jeder fünfte dieser Unfälle endete mit einer schweren Verletzung für den Radfahrer. Meist sind es Kopf- und Beinverletzungen. Die Untersuchung zeigt, dass diese Unfälle oft dort geschehen, wo es keine separate Radverkehrsführung wie Radwege, Radfahrstreifen oder Schutzstreifen gibt, also an „normalen“ Straßen (Fachjargon: Radverkehr im Mischverkehr auf der Fahrbahn), an denen Radfahrer oft direkt neben den parkenden Fahrzeugen fahren.
Um diese Tür-Unfälle zu verhindern, sind Maßnahmen in verschiedenen Bereichen gefragt:
- Infrastruktur. Radfahrern sollten Fahrflächen angeboten werden, die mit ausreichendem Abstand zu parkenden Fahrzeugen liegen. Dazu werden nach den Empfehlungen für Radverkehrsanlagen bei Radwegen baulich andersartig gestaltete Sicherheitstrennstreifen, bei markierten Radverkehrsführungen oder bei Mischverkehr auf der Fahrbahn auch rechtsseitige Begrenzungslinien markiert. Bei Radfahrstreifen und Schutzstreifen entspricht eine Gestaltung ohne ausreichenden Sicherheitstrennstreifen (mindestens 0,50 m breit, besser 0,75 m) inzwischen nicht mehr dem Stand der Technik. Für Fahrbahnen ohne vom Autoverkehr getrennte Radverkehrsführungen wurde hingegen eine Markierung mit ausreichendem Abstand zu parkenden Fahrzeugen bisher nur selten umgesetzt, so beispielsweise in der Fahrradstraße Clemensstraße in München-Schwabing.
- Fahrzeugtechnik. Das Fahrzeug sollte den aussteigenden Autofahrer nicht nur warnen können, sondern das Öffnen der Türen kurz vor und während des Vorbeifahrens eines Radfahrers verhindern. Solche Systeme wären technisch mit den bereits am Fahrzeug verbauten Sensoren zur Umfeldüberwachung umsetzbar.
- Bewussteres Verhalten der Fahrzeuginsassen beim Aussteigen. Beim sogenannten Dutch Reach („niederländischer Griff“) wird die Tür mit der der türabgewandten Hand geöffnet, sodass sich der gesamte Oberkörper zur Tür dreht und der Aussteigende automatisch den Schulterblick zur Straße durchführt.

### Alleinunfälle
In Baden-Württemberg waren 2011 knapp ein Viertel der von der Polizei erfassten Unfälle mit Beteiligung von Radfahrern Alleinunfälle. Auch hier geht die Polizei davon aus, dass viele Alleinunfälle gar nicht erfasst werden und somit eine hohe Dunkelziffer wahrscheinlich ist.
Eine umfassende internationale Studie belegt, dass sich die Mehrzahl der Unfälle mit Radfahrern, die deswegen von einem Arzt stationär behandelt werden müssen, ohne Fremdverschulden ereignet haben.
Bei entsprechenden Alleinunfällen spielen vor allem Alkoholeinfluss, Unachtsamkeiten (insbesondere an Kanten oder mit im oder nahe dem Verkehrsraum stehenden Hindernissen), Fahrbahnschäden, unangepasste Fahrweise (oft im Zusammenhang mit zu hohen Geschwindigkeiten, z. B. an Gefällestrecken) und technische Mängel eine Rolle.
Bei Alleinunfällen durch beschädigte oder verschlissene Radverkehrsanlagen, wie zum Beispiel bei Schlaglöchern, aufbrechenden Baumwurzeln oder Verschmutzungen, gibt es nur selten Schadenersatz für Verunglückte, da wegen der Erkennbarkeit in der Regel ein Eigen- oder zumindest ein Mitverschulden unterstellt wird.

### Geisterradeln
Unter „Geisterradeln“ wird umgangssprachlich das Nutzen zum Beispiel des Radwegs in die falsche, nicht freigegebene Fahrtrichtung verstanden. Nach Schätzungen von wissenschaftlichen Untersuchungen sind in Deutschland durchschnittlich 15 % bis 20 % des Radverkehrs als Falschfahrer unterwegs. Laut Polizei Hamburg ist das Geisterradeln eine der Hauptunfallursachen im Radverkehr. Zur Prävention wurde eine Plakataktion gestartet. Einige Kommunen in Deutschland stellen an besonderen Gefahrenpunkten präventiv entsprechende nichtamtliche Warn- bzw. Hinweisschilder auf. Zum Teil wird an linksseitigen Radverkehrsanlagen in Ausnahme auch das amtliche Zeichen 254 „Verbot für Radfahrer“ montiert.
Die Fachhochschule Erfurt schloss im Jahr 2020 das Forschungsprojekt „Geisterradeln – Ursachen der Radwegbenutzung entgegen der Fahrtrichtung und Strategien zur Unfallvermeidung“ ab. Im Rahmen dieses Projekts wurden auch Materialien zur Öffentlichkeitsarbeit erstellt. Es entstand u. a. ein  Video zur Unfallprävation. Ferner wurden Vorlagen für Plakate und Postkarten erarbeitet (Projektseite geisterradeln.de).

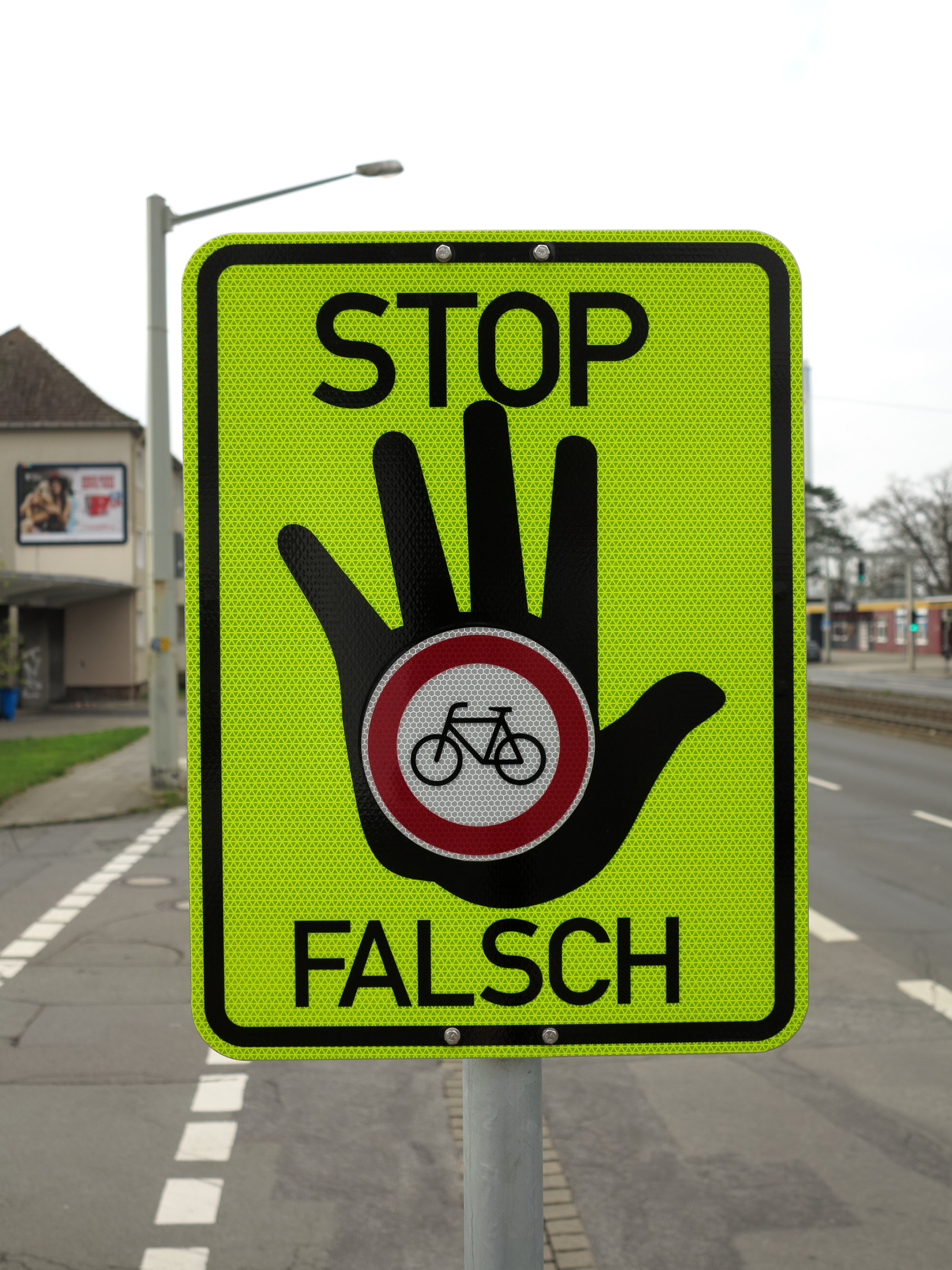
Warnschild in Braunschweig
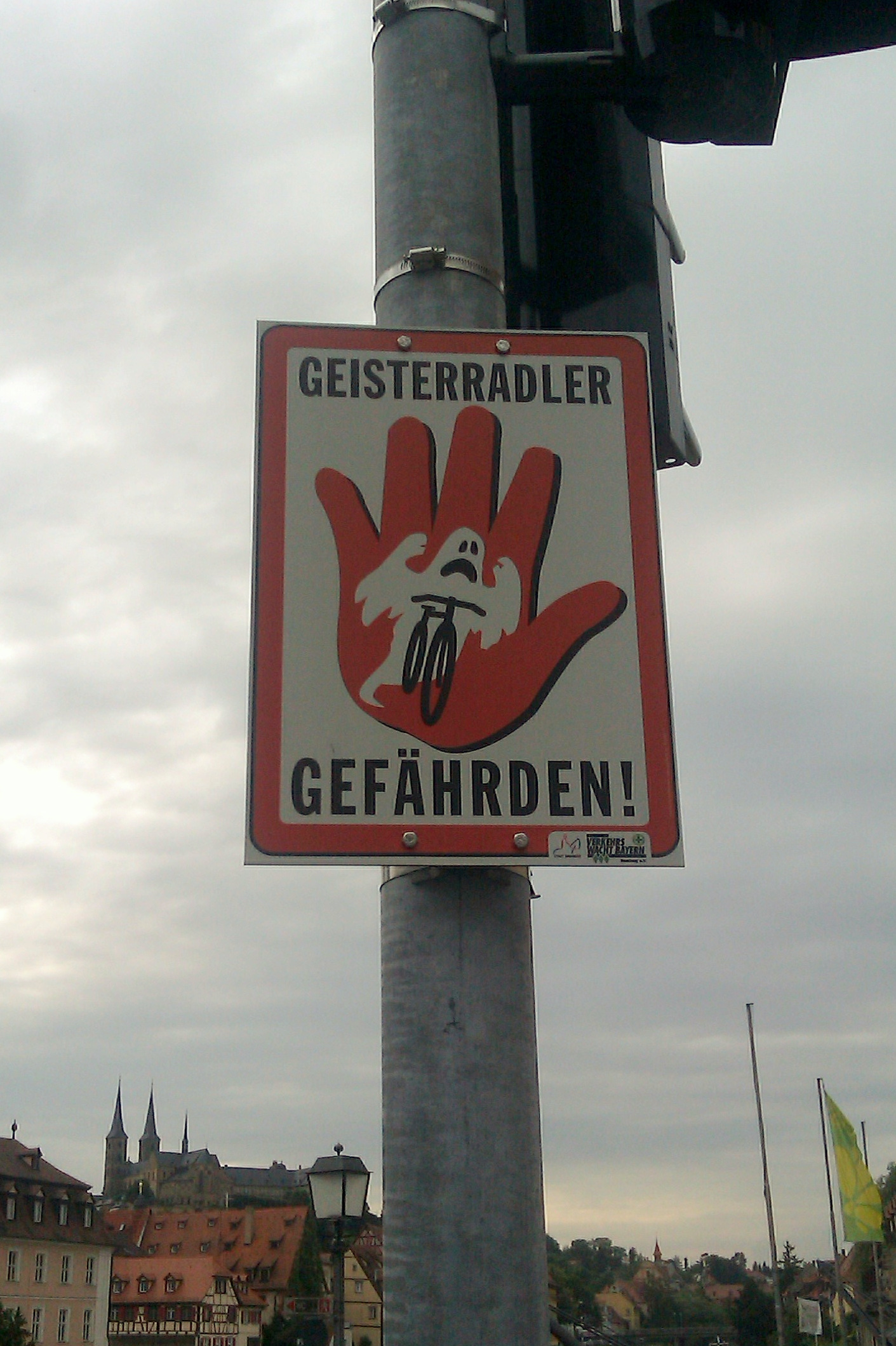
Warnschild in Bamberg
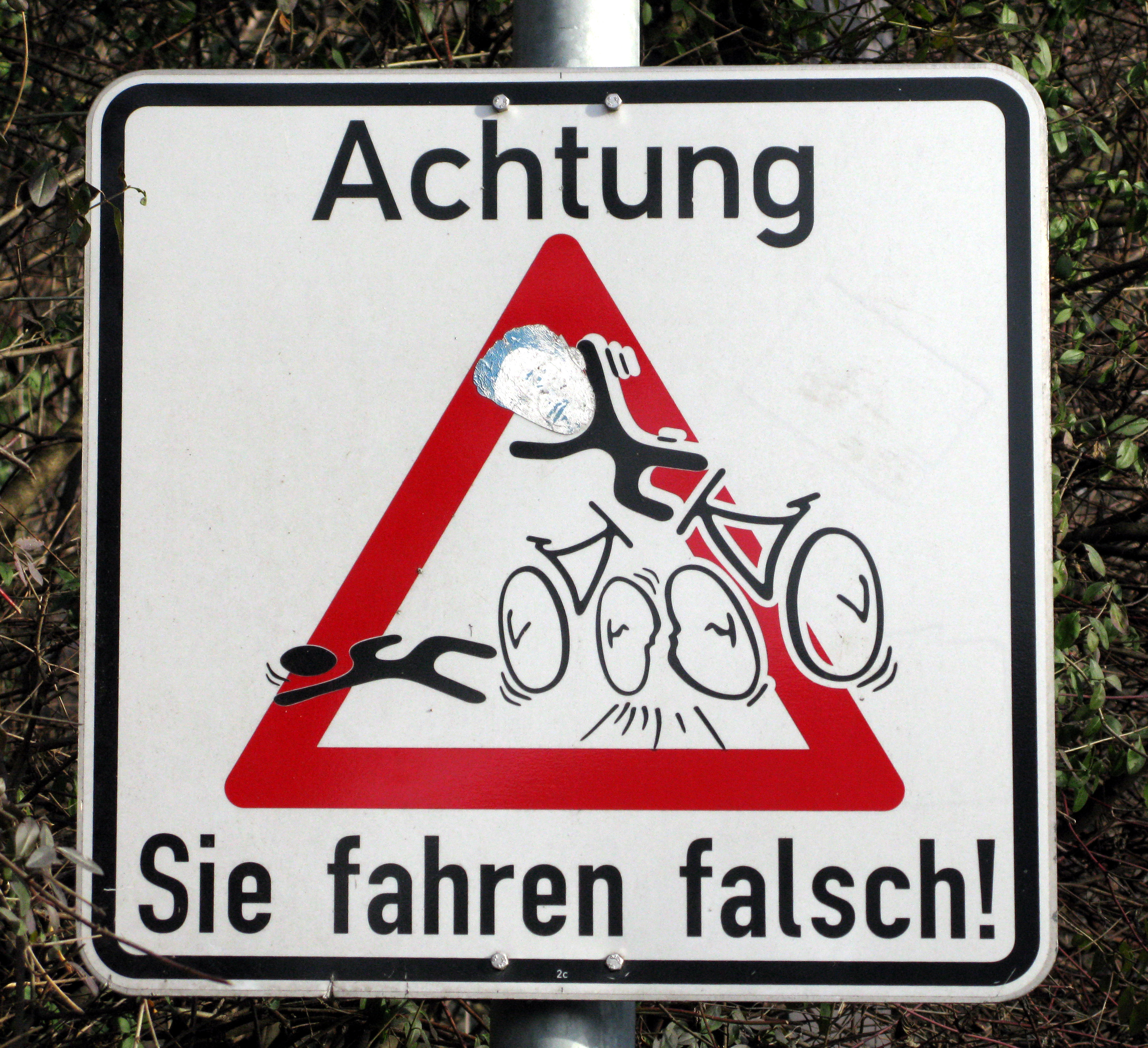
Warnschild in Freiburg im Breisgau
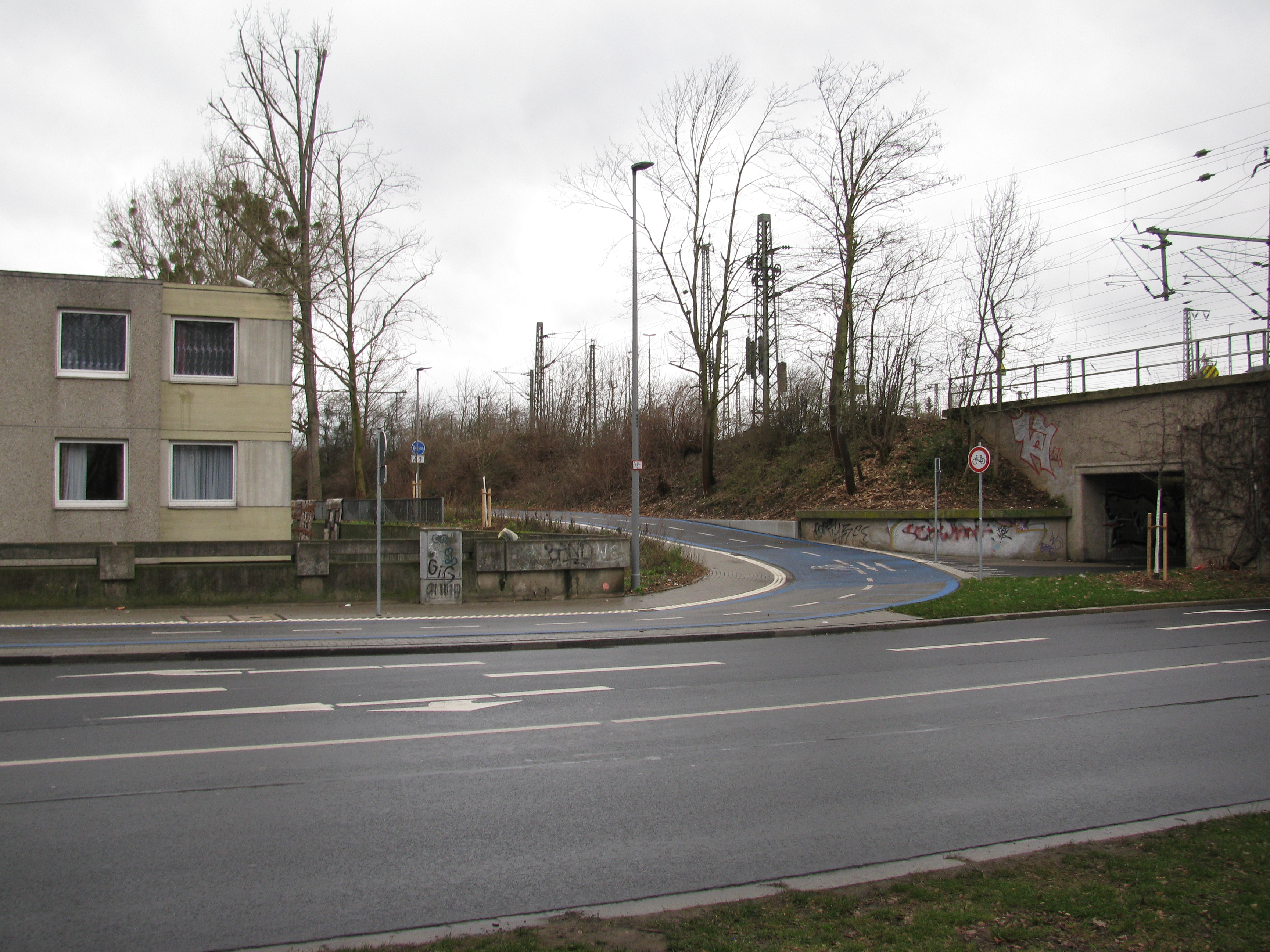
Zeichen 254 zur Klarstellung am Radschnellweg Göttingen.

## Unfallprävention

### Information und Verkehrserziehung
Allgemein wird zur Verhütung von Alleinunfällen mit Radfahrern darauf hingewiesen, dass Straßenbahnschienen, Kopfsteinpflaster oder ein schlechter Straßenbelag eine erhöhte Aufmerksamkeit erfordern, besser über die Gefährlichkeit des Alkoholeinflusses informiert und das Fahrtraining für Senioren gefördert werden müsse. Die Information der häufigsten Unfallgegnerguppe, der Führer von Pkw und Lkw, zu typischen von ihnen verursachten Unfallsituationen und möglichen Gegenmaßnahmen ist hingegen bisher in Deutschland nicht mehr weit verbreitet, seit Der 7. Sinn nicht mehr im Fernsehprogramm läuft.
Als Maßnahme, vom Radfahrer selbst ausgehende Unfälle zu vermeiden oder zumindest zu reduzieren, wurden im Rahmen der Verkehrserziehung von den allgemeinbildenden Schulen und den Jugendverkehrsschulen Lehrgänge angeboten, die sich nach und nach erfolgreich in ganz Europa etablierten. Die von der Deutschen Verkehrswacht und anderen Verbänden in den deutschen Nachbarstaaten in stationären und mobilen Einrichtungen betriebene Radfahrausbildung kann auf zahlreiche Verkehrsübungsplätze und speziell ausgestattete Theorieräume zurückgreifen.
Inhaltlich und gesetzlich nicht einheitlich geregelt, folgt die Ausbildung im optimalen Fall einem systematisch aufgebauten längerfristigen Ausbildungskonzept, das vom mündigen Fußgänger über den geprüften Radfahrer zum qualifizierten Kraftfahrer führen soll. Wie jede der drei Ausbildungsphasen, so schließt auch die Radfahrausbildung mit einer auf die spezielle Verkehrsteilnahme zugeschnittenen Lernkontrolle ab, der sogenannten Radfahrprüfung. Die dahin leitende Radfahrausbildung umfasst neben der Vermittlung von theoretischem Verkehrswissen und der Förderung des fahrtechnischen Könnens auch die Beeinflussung von Verhaltenseinstellungen. Für die Teilnahme an den öffentlich ausgeschriebenen freiwilligen Kursen wird häufig mit speziellen Anreizen geworben.

### Infrastruktur und Wegeführung
Auffahren oder zu enges Überholen kann durch ausreichend breit markierte Radfahrstreifen oder Schutzstreifen verhindert oder zumindest deutlich vermindert werden.
Die Anzahl von Unfällen mit rechts abbiegenden Kraftfahrzeugen kann durch eine Sichtbeziehung zwischen Autofahrer und Radfahrer verringert werden, beispielsweise durch Führung der Radfahrer auf der Fahrbahn, auf Radfahrstreifen oder Schutzstreifen oder durch das Heranführen des Radweges auf ausreichender Strecke vor Knotenpunkten oder Grundstückszufahrten als dann fahrbahnnahe, sogenannte nicht abgesetzte Radfahrerfurt. Weiter gehend ist eine geradlinige Führung eines Radfahrstreifens, an den sich rechts anschließend ein eigener Rechtsabbiegefahrstreifen entwickelt, von Vorteil, da dann Autofahrer den Radfahrer im Regelfall vor sich haben und damit die Problematik des toten Winkels nur noch selten auftritt.

### Vermeidung von Linksfahrer-Unfällen

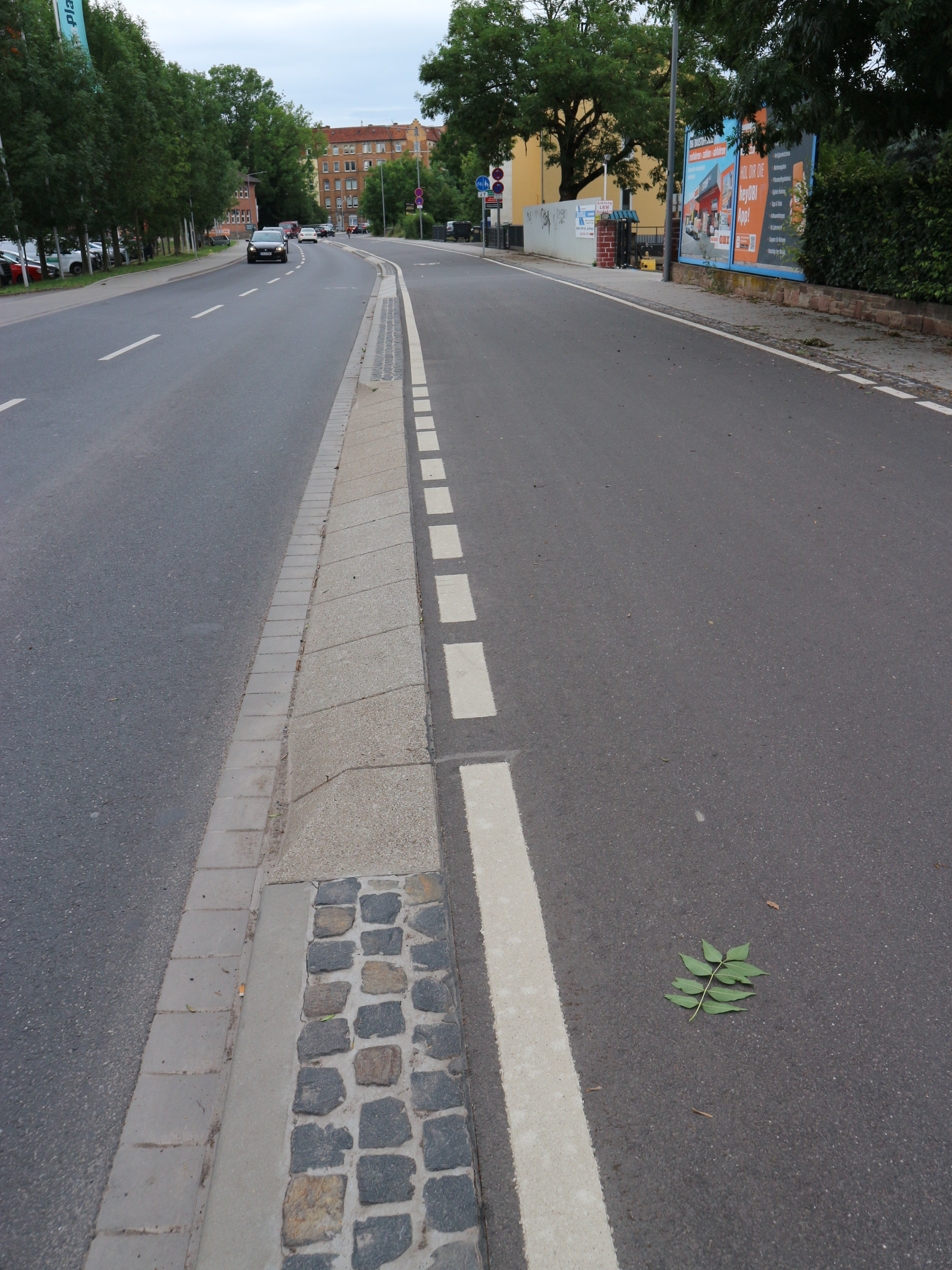
Der rund 4 m breite Zweirichtungsradweg in der Kasseler Hafenstraße besitzt an den Einfahrten Rampensteine. Dadurch wird der abbiegende Kfz-Verkehr verlangsamt. Der Radweg wurde baulich durchgebunden. So wird baulich klar verdeutlicht, dass der Radverkehr an Einfahrten Vorfahrt hat.

Unfälle mit (auf Radwegen oder Gehwegen, legal oder illegal) links fahrenden Radfahrern werden in der Regel durch wartepflichtige Kfz aus Seitenstraßen oder Grundstückszufahrten verursacht. Um diese Unfälle zu verringern, ist ein wesentlicher Ansatzpunkt, das Linksfahren an sich möglichst gering zu halten. Das kann geschehen mit einem ausreichenden Angebot an komfortablen Querungensstellen. Möglich ist auch die Aufgabe der Benutzungspflicht oder auch des Benutzungsrechts, zumindest für links fahrende Radfahrer. Im optimalen Fall wird dies ergänzt durch Angebote für richtungstreu fahrende Radfahrer, z. B. bei zuvor benutzungspflichtigen Geh-/Radwegen in ländlichen Ortsdurchfahrten durch die Anlage eines Schutzstreifens in der Fahrtrichtung, wo Radfahrer zuvor links fahren mussten. Die besondere Sicherung bei legalen Angeboten durch Hinweisbeschilderung (Zusatzzeichen Radfahrer in beiden Richtungen) beim Vorfahrt achten oder dem Stop-Schild in der wartepflichtigen Knotenzufahrt ist zwingend erforderlich, in der Praxis aber nicht ausreichend wirksam.

### Fahrradhelme
Die Unfallforschung der Versicherer empfiehlt die Benutzung von Fahrradhelmen, die zwar Unfälle nicht verhindern, aber insbesondere schwere Kopfverletzungen abmildern oder vermeiden können. Studien zufolge verringert ein Helm das Risiko, eine schwere Kopfverletzung zu erleiden, um 50 bis 80 Prozent. Es gebe keine Belege für die Annahme, dass wegen der Helmpflicht weniger Menschen Fahrrad fahren oder das Unfallrisiko erhöht sei.

## Trivia

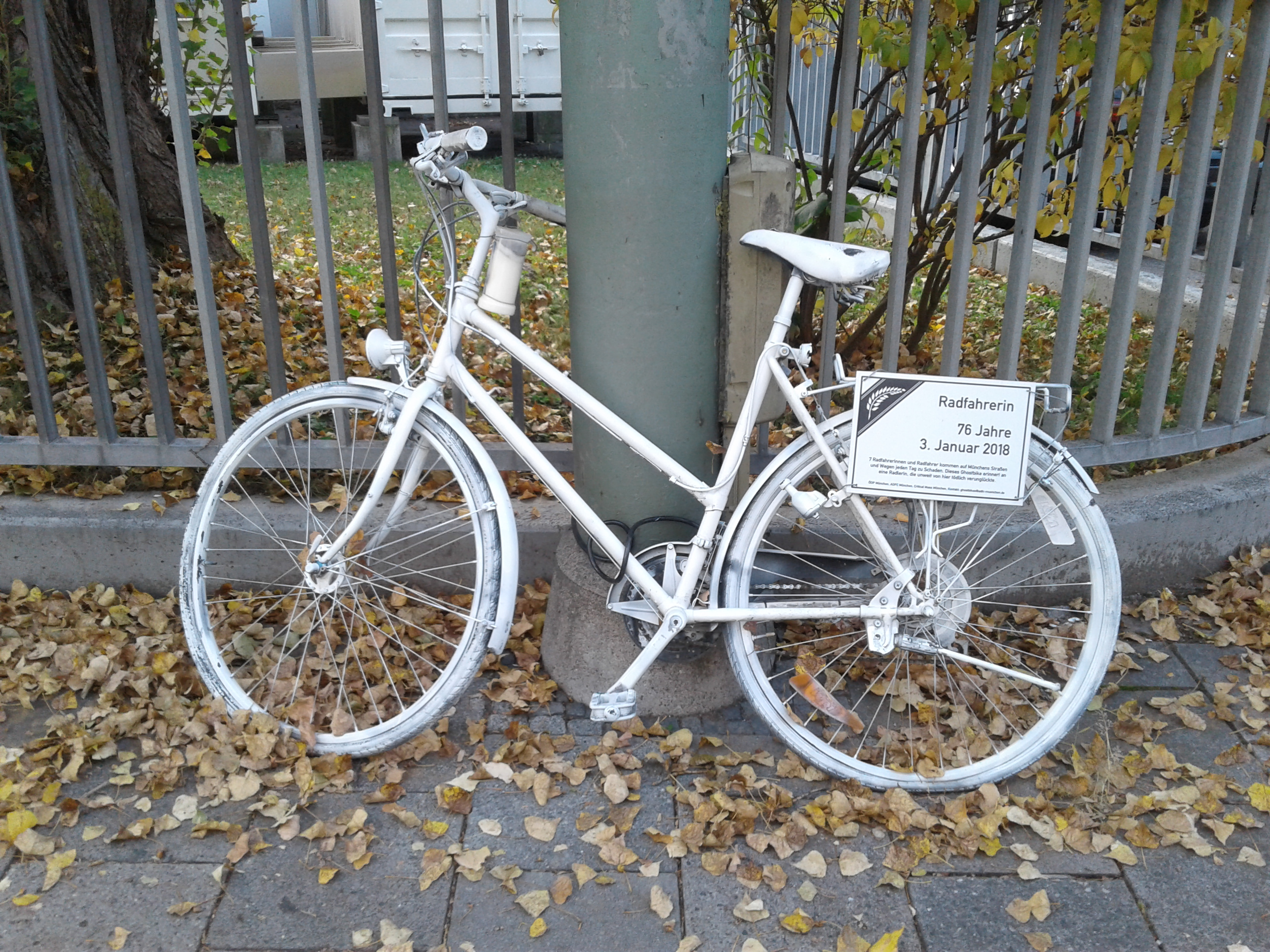
Ein Geisterfahrrad erinnert an einen tödlichen Fahrradunfall

Fahrradunfälle gibt es, seit es Fahrräder gibt, also seit dem 19. Jahrhundert. 1896 schrieb das Grazer Tagblatt, dass aufgrund mangelnder Zweiraderfahrung Zusammenstöße unvermeidlich seien und bei einem Fahrradunfall „immer der Radfahrer entweder der allein oder doch hauptsächlich Geschädigte ist.“ – im Unterschied zu Zusammenstößen von etwa Pferdebahnwagen mit einer Droschke, wo „immer der Angerempelte der Geschädigte ist“.
In den 1920er Jahren, als sich Automobile verbreiteten, wichen Radfahrer auf Bürgersteige aus. Am 5. Mai 1921 etwa beschrieb die südkalifornische Zeitung The Pickens Sentinel von einem Zusammenstoß eines jugendlichen Radfahrers mit einem älteren Fußgänger auf dem Bürgersteig, bei dem der 76-Jährige lebensgefährlich verletzt wurde.
Mancherorts stehen weiß angestrichene Geisterfahrräder (Ghostbikes) am Gehweg, um an Todesfälle mit Fahrradbeteiligung zu erinnern.